# كأس الدوري الألماني

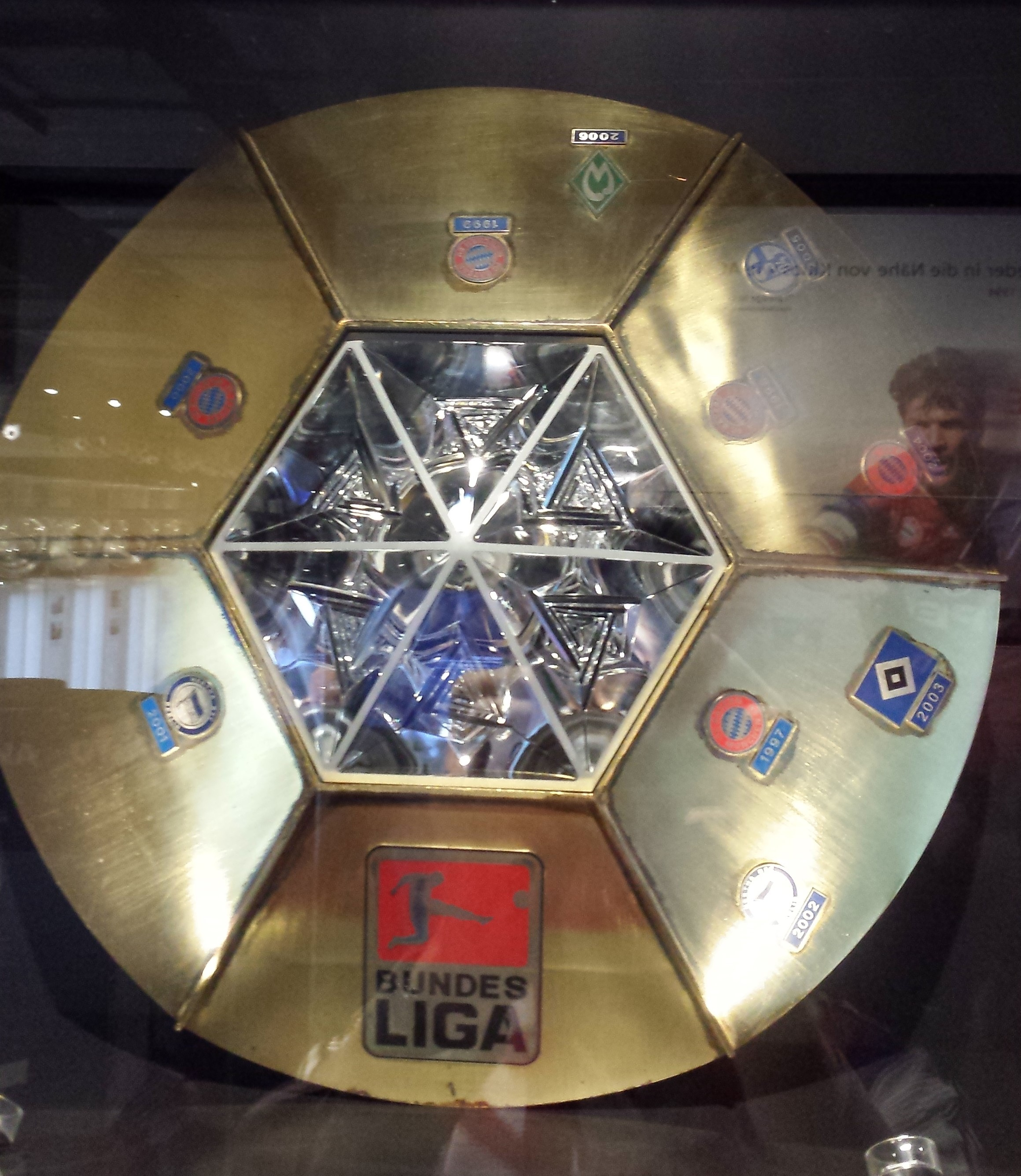
درع البطولة

كأس الدوري الألماني (بالألمانية: DFL-Ligapokal) هي بطولة كرة قدم تقام سنوياً في ألمانيا وكانت تقام قبل بداية الموسم الجديد من البوندسليغا بين الأندية الأربع الأولى في الموسم المنصرم من دوري الدرجة الأولى بالإضافة إلى بطل كأس ألمانيا وبطل دوري الدرجة الثانية. تلعب البطولة بنظام خروج المغلوب.

في عام 2007 أقيمت آخر نسخة من البطولة والتي فاز بها بايرن ميونخ ثم تم إلغائها واستبدالها بكأس السوبر الألماني في الموسم التالي.

## تاريخ البطولة
بدأت بطولة كأس الدوري الألماني موسم 1972-73 بمشاركة 32 فريقاً تم توزيعها على 8 مجموعات وفاز بالبطولة نادي هامبورغ على حساب بوروسيا مونشنغلادباخ. بعد ذلك توقفت البطولة ولم تُستأنف إلا بعد 24 عاماً في موسم 1997 بنظامها الجديد.

## المباريات النهائية

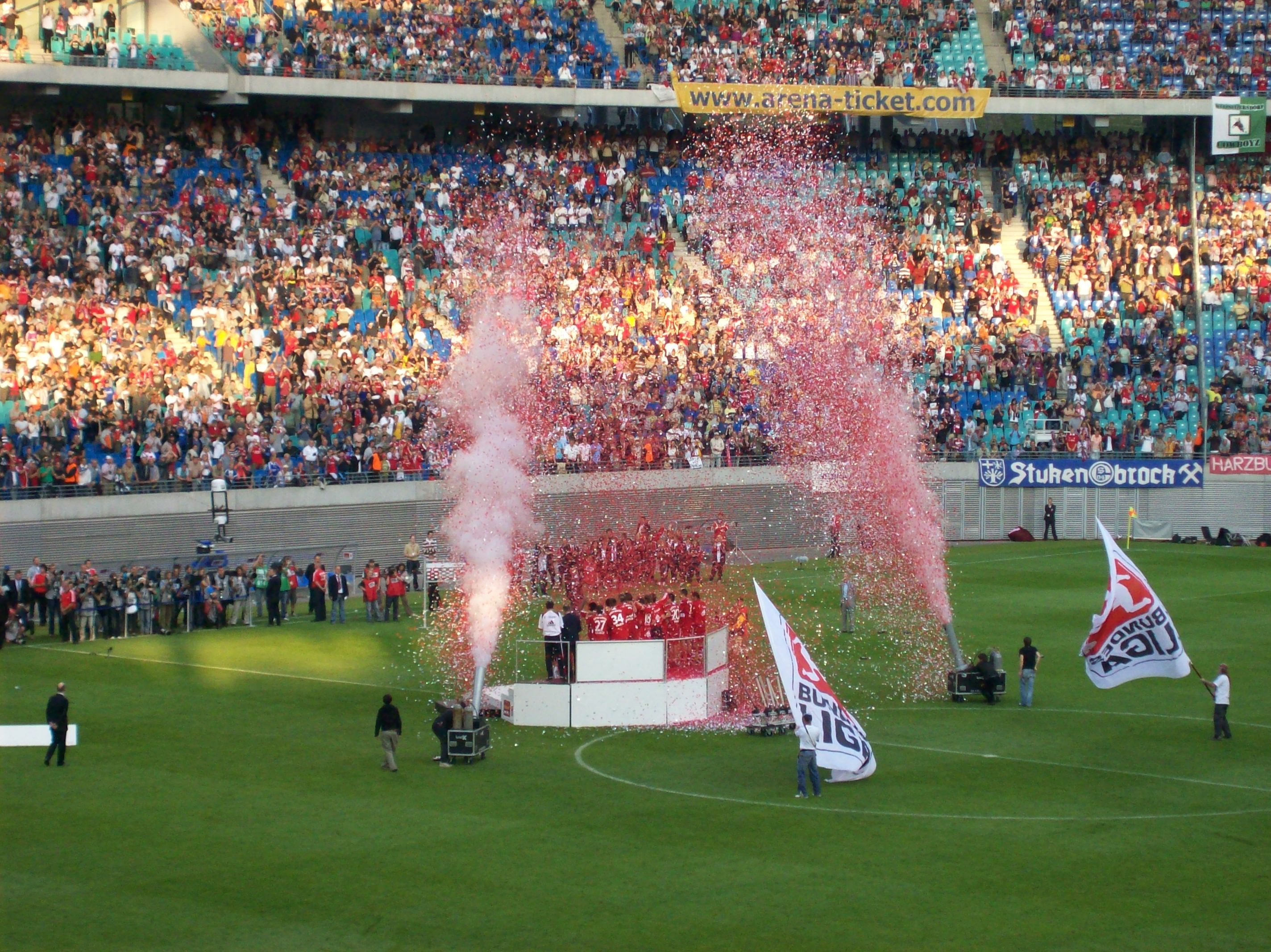
لحظة تتويج بايرن ميونخ بالبطولة في 2007

| الموسم | الأرض                          | البطل       | النتيجة | الوصيف               |
| ------ | ------------------------------ | ----------- | ------- | -------------------- |
| 1973   | ملعب فولكسبارك، هامبورغ        | هامبورغ     | 4 - 0   | بوروسيا مونشنغلادباخ |
| 1997   | ملعب أولريش هابرلاند، ليفركوزن | بايرن ميونخ | 2 - 0   | شتوتغارت             |
| 1998   | باي أرينا، ليفركوزن            | بايرن ميونخ | 4 - 0   | شتوتغارت             |
| 1999   | باي أرينا، ليفركوزن            | بايرن ميونخ | 2 - 1   | فيردر بريمن          |
| 2000   | باي أرينا، ليفركوزن            | بايرن ميونخ | 5 - 1   | هيرتا برلين          |
| 2001   | ملعب كارل بنز، مانهايم         | هيرتا برلين | 4 - 1   | شالكه 04             |
| 2002   | ملعب رور، بوخوم                | هيرتا برلين | 4 - 1   | شالكه 04             |
| 2003   | ملعب أم بروتشفيغ، ماينز        | هامبورغ     | 4 - 1   | بوروسيا دورتموند     |
| 2004   | ملعب أم بروتشفيغ، ماينز        | بايرن ميونخ | 3 - 2   | فيردر بريمن          |
| 2005   | الملعب المركزي، لايبزيغ        | شالكه 04    | 1 - 0   | شتوتغارت             |
| 2006   | الملعب المركزي، لايبزيغ        | فيردر بريمن | 2 - 0   | بايرن ميونخ          |
| 2007   | الملعب المركزي، لايبزيغ        | بايرن ميونخ | 1 - 0   | شالكه 04             |